# Maximilien de Hénin-Liétard
Maximilien de Hénin-Liétard, comte de Boussu (ou de Bossu), né en 1542 et mort le 21 décembre 1578 à Anvers, est un officier et homme politique des Pays-Bas, originaire du comté de Hainaut. 
Au début de la guerre de Quatre-Vingts Ans contre Philippe II, roi d'Espagne et souverain des Pays-Bas, il est d'abord au service de Philippe, mais, fait prisonnier en 1573 et libéré aux termes de la pacification de Gand (8 novembre 1576), il décide de changer de camp et devient commandant en chef de l'armée des États-Généraux. 

## Biographie

### Origines familiales et formation
Il est le fils de Jean V de Hénin et d'Anne de Bourgogne Beveren, qui descendait d'un fils illégitime de Philippe le Bon. En 1547, son oncle, Maximilien II de Bourgogne, avait été nommé par Charles-Quint stathouder (gouverneur) de la Hollande, de la Zélande et d'Utrecht ainsi que amiral de la flotte des Habsbourg. À sa mort en 1558, Maximilien III hérita de son oncle le titre de marquis, mais il dut le vendre au Prince d'Orange pour éponger ses dettes. Il épouse Charlotte de Werchin dont il eut un fils, Pierre. 

### Au service de Philippe II (1567-1573)
Philippe II, roi d'Espagne, est aussi le souverain des Pays-Bas, alors formés de dix-sept provinces allant de la Frise à l'Artois. En 1566, débute la révolte des Gueux, qui va devenir en 1568 une guerre menée par Guillaume d'Orange, guerre à l'origine de la sécession des Provinces-Unies en 1581. 
En 1567, le comte de Boussu — souvent simplement désigné sous le nom de « Boussu » — est nommé amiral des Pays-Bas (nl) et stathouder de Hollande, de Zélande et d'Utrecht.
Durant la bataille de la Zuiderzee, en 1573, alors qu'il se trouve à la tête d'une escadre chargée d'empêcher les attaques des Gueux de mer, son navire, l'Inquisition, s'échoue et il est capturé par les rebelles.

### Au service des États généraux (1576-1578)
Il est libéré à la fin de 1576, à la suite de la pacification de Gand, qui établit l'unité des dix-sept provinces face aux exactions de l'armée espagnole (sac d'Anvers, novembre 1576). Il passe dans le camp des adversaires de Philippe II, sans toutefois se mettre au service de Guillaume d'Orange.
Il joue un rôle dans l'adoption de l'Union de Bruxelles en janvier 1577, acte par lequel est ratifiée la pacification de Gand. 
Le 11 février 1577, Boussu obtient sans avoir à donner l'assaut le départ de la garnison espagnole du château Vredenburg, faisant ainsi passer la ville d'Utrecht dans le camp des États Généraux. Il prend ensuite le contrôle de Schoonhoven, de Muiden et de Weesp.
Après la défaite subie par l'armée des États généraux à Gembloux (31 janvier 1578) face aux troupes du gouverneur général don Juan d'Autriche et d'Alexandre Farnèse, il assure la protection de Bruxelles, puis le 1er août, met en échec une offensive espagnole en direction d'Anvers lors de la bataille de Rijmenam. 
Il se retire à Anvers, où il décède le 21 décembre 1578, quelques semaines après don Juan, mort le 1er octobre.

## Les «maisons de Bossu» à Hoorn
Son nom est associé à trois maisons datant du XVIIe siècle, appelées les Maisons de Bossu (en néerl. Bossuhuizen), situées dans la ville de Hoorn en Hollande-Septentrionale aux Pays-Bas. Elles présentent à leurs frontons une frise racontant l'histoire de la bataille perdue.

## Sources
- Jonathan Israel, The Dutch Republic. Its Rise, Greatness, and Fall 1477-1806, Oxford, Clarendon Press, 1995.
- J.D. Tracy, The Founding of the Dutch Republic. War, Finance, and Politics in Holland 1572-1588, Oxford University Press, 2008.
- J.L.A. Diegerick, Lettres inédites de Maximilien de Hennin, comte de Boussu, amiral de la mer, gouverneur général de Hollande et d'Utrecht, etc., Utrecht, Kemink et fils, 1857 (lire en ligne).